# جاري ويكس
جاري ويكس (بالإنجليزية: Gary Weeks)‏ هو منتج أفلام وكاتب سيناريو وممثل أمريكي، ولد في 4 يونيو 1972 في ألمانيا.

## أعمال

### أفلام
- (2000) الطفل[4][5]
- (2010) إيلينا أندون
- (2013) المدهش الآن
- (2015) العالم الجوراسي[6][7][8]
- (2015) مشروع سجل الأيام[9]
- (2016) الرجال اللطفاء[10][11]
- (2016) قتل ريغان
- (2016) سولي[12]
- (2016) شخصيات مخفية[13][14][15]
- (2017)  العودة للوطن[16][17]
- (2017) فاست أند فيوريس 8[18]
- (2018) رامبيج
- (2019) على بعد خمسة أقدام

### مسلسلات
- 24
- الموتى السائرون
- لوس أنجلوس
- تحت القبة
- تشاك
- فيرونيكا مارس
- ماكجايفر

## وصلات خارجية
- جاري ويكس على موقع IMDb (الإنجليزية)
- جاري ويكس على موقع ألو سيني (الفرنسية)
- جاري ويكس على موقع أول موفي (الإنجليزية)
- جاري ويكس على موقع قاعدة بيانات الأفلام السويدية (السويدية)
- جاري ويكس على موقع قاعدة بيانات الفيلم (الإنجليزية)
- جاري ويكس على موقع كينوبويسك (الروسية)